# Phidippus olympus
Phidippus olympus är en spindelart som beskrevs av Edwards 2004. Phidippus olympus ingår i släktet Phidippus och familjen hoppspindlar. Inga underarter finns listade i Catalogue of Life.